# Arturo De Vecchi
Arturo De Vecchi   (Messina, 30 d'abril de 1898 - 6 de gener de 1988) va ser un tirador d'esgrima italià que va competir durant les dècades de 1920 i 1930.
El 1928 va prendre part en els Jocs Olímpics d'Amsterdam, on fou setè en la prova de sabre individual del programa d'esgrima. Quatre anys més tard, als Jocs de Los Angeles, va disputar dues proves del programa d'esgrima. Guanyà la medalla de plata en la competició del sabre per equips, mentre en la prova individual fou vuitè.
En el seu palmarès també destaquen dues medalles de plata al Campionat internacional d'esgrima, el 1930 i 1931.